# 天柱山路站
天柱山路站为中华人民共和国安徽省芜湖市镜湖区银湖北路与天柱山路交口北侧的一座单轨车站，属于芜湖轨道交通1号线。2021年11月3日投入运营。
车站东侧为芜湖方特旅游区，建设时期车站曾命名为方特欢乐世界站。

## 车站结构
天柱山路站为地上三层车站，一层为出入口，二层为车站大堂，三层为车站站台，设有两个侧式站台，并设有半高屏蔽门。

### 车站楼层
| 地上三层 | 侧式站台，右側開门 | 侧式站台，右側開门           |
| 地上三层 | 轨道（西）         | █ 1号线往白马山（天门山路）  |
| 地上三层 | 轨道（东）         | █ 1号线往保顺路（港一路）    |
| 地上三层 | 侧式站台，右側開门 |                              |
| 地上二层 | 站厅               | 客服中心、自动售票机、验票机 |
| 地面     | 出入口             | 1-4出入口                    |

## 车站出口
天柱山路站共设4个出口，各出口及周围设施如下所示：
|                           |      |              |                                                                   |
| 出口编号                  | 照片 | 地点         | 可到达目的地                                                      |
| 出口 · 1L                 |      | 银湖北路东侧 | 方特欢乐世界、芜湖科技馆、华强诺华亭酒店                          |
| 出口 · 2L · 升降机标志    |      | 银湖北路西侧 | 吉和大市场、莲达美食广场                                          |
| 出口 · 3L · 扶手电梯标志  |      | 银湖北路西侧 | 巨龙服装城、芜湖纺织城、雅园小区、香格里拉花园                    |
| 出口 · 4L · 扶手电梯标志  |      | 银湖北路东侧 | 方特欢乐世界、合肥国际机场芜湖城市候机楼、酱出名门、田水湾·粤江宴 |
| 註： 設有 \| 設有扶手電梯 |      |              |                                                                   |

## 接驳交通

### 公交车
- 银湖北路天柱山路：5、13、18、32、47、123晚班、607、游1路
- 方特欢乐世界南：5、13、32、123晚班、624、游1路
- 芜湖科技馆：5、13、18、32、39、47、53、54、123晚班、506、游1路
- 方特欢乐世界北：游5路
- 景观大道东：18、47路